# Coppa del Mondo maschile di pallavolo 2019
La Coppa del Mondo di pallavolo maschile 2019 si è svolta dal 1º al 15 ottobre 2019 a Fukuoka, Hiroshima e Nagano, in Giappone: al torneo hanno partecipato dodici squadre nazionali e la vittoria finale è andata per la terza volta al Brasile.

## Impianti
|                                                                                |                                                                       |                                                                              |
|                                                                                |                                                                       |                                                                              |
| Fukuoka Convention Center Città: Fukuoka Capienza: 8 500 Anno d'apertura: 1995 | Nagano White Ring Città: Nagano Capienza: 7 000 Anno d'apertura: 1996 | Hiroshima Green Arena Città: Hiroshima Capienza: 4 750 Anno d'apertura: 1994 |

## Regolamento

### Formula
Le squadre hanno disputato un'unica fase con formula del girone all'italiana.

### Criteri di classifica
Se il risultato finale è stato di 3-0 o 3-1 sono stati assegnati 3 punti alla squadra vincente e 0 a quella sconfitta, se il risultato finale è stato di 3-2 sono stati assegnati 2 punti alla squadra vincente e 1 a quella sconfitta.
L'ordine del posizionamento in classifica è stato definito in base a:
- Numero di partite vinte;
- Punti;
- Ratio dei set vinti/persi;
- Ratio dei punti realizzati/subiti;
- Risultati degli scontri diretti.

## Squadre partecipanti
| Qualificato tramite                 | Data                | Luogo           | Posti | Nazione     |
| ----------------------------------- | ------------------- | --------------- | ----- | ----------- |
| Organizzatore                       | 31 gennaio 2013     | Losanna         | 1     | Giappone    |
| Campionato Mondiale 2018            | 9–30 settembre 2018 | Italia Bulgaria | 1     | Polonia     |
| Primi due posti del ranking AVC     | 4 marzo 2019        | Bangkok         | 2     | Iran        |
| Primi due posti del ranking AVC     | 4 marzo 2019        | Bangkok         | 2     | Australia   |
| Primi due posti del ranking CAVB    | 4 marzo 2019        | Il Cairo        | 2     | Egitto      |
| Primi due posti del ranking CAVB    | 4 marzo 2019        | Il Cairo        | 2     | Tunisia     |
| Primi due posti del ranking CEV     | 4 marzo 2019        | Lussemburgo     | 2     | Italia      |
| Primi due posti del ranking CEV     | 4 marzo 2019        | Lussemburgo     | 2     | Russia      |
| Primi due posti del ranking CSV     | 4 marzo 2019        | Rio de Janeiro  | 2     | Brasile     |
| Primi due posti del ranking CSV     | 4 marzo 2019        | Rio de Janeiro  | 2     | Argentina   |
| Primi due posti del ranking NORCECA | 4 marzo 2019        | Santo Domingo   | 2     | Stati Uniti |
| Primi due posti del ranking NORCECA | 4 marzo 2019        | Santo Domingo   | 2     | Canada      |
| Totale                              | Totale              | Totale          | 12    |             |

## Torneo

### Risultati
| 1º ottobre 2019 Nagano White Ring, Nagano Durata: 1h:47 - Spettatori: 1 085          | Australia   | 1 - 3 | Egitto      | 22-25, 25-21, 23-25, 18-25        |
| 1º ottobre 2019 Fukuoka Convention Center, Fukuoka Durata: 2h:05 - Spettatori: 1 200 | Stati Uniti | 2 - 3 | Argentina   | 21-25, 20-25, 25-19, 25-21, 12-15 |
| 1º ottobre 2019 Nagano White Ring, Nagano Durata: 1h:54 - Spettatori: 965            | Russia      | 3 - 1 | Iran        | 25-21, 25-18, 24-26, 25-22        |
| 1º ottobre 2019 Fukuoka Convention Center, Fukuoka Durata: 1h:19 - Spettatori: 2 100 | Polonia     | 3 - 0 | Tunisia     | 25-16, 25-23, 25-12               |
| 1º ottobre 2019 Nagano White Ring, Nagano Durata: 1h:19 - Spettatori: 785            | Brasile     | 3 - 0 | Canada      | 25-14, 25-22, 25-14               |
| 1º ottobre 2019 Fukuoka Convention Center, Fukuoka Durata: 1h:35 - Spettatori: 8 350 | Giappone    | 3 - 0 | Italia      | 25-17, 25-19, 25-21               |
| 2 ottobre 2019 Nagano White Ring, Nagano Durata: 1h:58 - Spettatori: 610             | Egitto      | 3 - 1 | Iran        | 22-25, 26-24, 25-18, 26-24        |
| 2 ottobre 2019 Fukuoka Convention Center, Fukuoka Durata: 1h:40 - Spettatori: 1 100  | Tunisia     | 1 - 3 | Argentina   | 19-25, 18-25, 25-23, 14-25        |
| 2 ottobre 2019 Nagano White Ring, Nagano Durata: 2h:18 - Spettatori: 1 300           | Canada      | 2 - 3 | Russia      | 25-23, 25-16, 17-25, 23-25, 10-15 |
| 2 ottobre 2019 Fukuoka Convention Center, Fukuoka Durata: 1h:46 - Spettatori: 2 900  | Italia      | 1 - 3 | Stati Uniti | 25-19, 19-25, 14-25, 19-25        |
| 2 ottobre 2019 Nagano White Ring, Nagano Durata: 1h:22 - Spettatori: 655             | Australia   | 0 - 3 | Brasile     | 15-25, 20-25, 17-25               |
| 2 ottobre 2019 Fukuoka Convention Center, Fukuoka Durata: 2h:00 - Spettatori: 8 400  | Polonia     | 3 - 1 | Giappone    | 25-23, 25-17, 19-25, 25-17        |
| 4 ottobre 2019 Nagano White Ring, Nagano Durata: 1h:50 - Spettatori: 915             | Iran        | 3 - 1 | Canada      | 18-25, 25-23, 27-25, 25-19        |
| 4 ottobre 2019 Fukuoka Convention Center, Fukuoka Durata: 2h:14 - Spettatori: 1 300  | Argentina   | 2 - 3 | Italia      | 28-26, 25-17, 12-25, 18-25, 10-15 |
| 4 ottobre 2019 Nagano White Ring, Nagano Durata: 2h:12 - Spettatori: 975             | Russia      | 2 - 3 | Australia   | 16-25, 25-22, 28-26, 21-25, 12-15 |
| 4 ottobre 2019 Fukuoka Convention Center, Fukuoka Durata: 1h:57 - Spettatori: 3 800  | Stati Uniti | 3 - 1 | Polonia     | 25-19, 25-20, 24-26, 27-25        |
| 4 ottobre 2019 Nagano White Ring, Nagano Durata: 1h:56 - Spettatori: 660             | Brasile     | 3 - 1 | Egitto      | 25-19, 21-25, 25-19, 25-22        |
| 4 ottobre 2019 Fukuoka Convention Center, Fukuoka Durata: 1h:30 - Spettatori: 8 500  | Giappone    | 3 - 0 | Tunisia     | 25-23, 25-21, 25-11               |
| 5 ottobre 2019 Nagano White Ring, Nagano Durata: 2h:13 - Spettatori: 1 620           | Egitto      | 2 - 3 | Canada      | 25-27, 25-27, 25-16, 25-22, 9-15  |
| 5 ottobre 2019 Fukuoka Convention Center, Fukuoka Durata: 1h:48 - Spettatori: 1 750  | Polonia     | 3 - 1 | Argentina   | 27-29, 25-17, 25-18, 26-24        |
| 5 ottobre 2019 Nagano White Ring, Nagano Durata: 1h:30 - Spettatori: 2 650           | Brasile     | 3 - 0 | Russia      | 25-16, 25-22, 25-22               |
| 5 ottobre 2019 Fukuoka Convention Center, Fukuoka Durata: 1h:22 - Spettatori: 4 700  | Tunisia     | 0 - 3 | Italia      | 19-25, 21-25, 18-25               |
| 5 ottobre 2019 Nagano White Ring, Nagano Durata: 1h:46 - Spettatori: 1 690           | Australia   | 1 - 3 | Iran        | 22-25, 25-18, 18-25, 25-27        |
| 5 ottobre 2019 Fukuoka Convention Center, Fukuoka Durata: 1h:27 - Spettatori: 8 200  | Giappone    | 0 - 3 | Stati Uniti | 19-25, 19-25, 21-25               |
| 6 ottobre 2019 Nagano White Ring, Nagano Durata: 1h:53 - Spettatori: 1 430           | Russia      | 3 - 1 | Egitto      | 25-19, 21-25, 25-19, 25-21        |
| 6 ottobre 2019 Fukuoka Convention Center, Fukuoka Durata: 1h:21 - Spettatori: 2 500  | Italia      | 0 - 3 | Polonia     | 18-25, 18-25, 22-25               |
| 6 ottobre 2019 Nagano White Ring, Nagano Durata: 2h:07 - Spettatori: 2 170           | Iran        | 1 - 3 | Brasile     | 27-25, 21-25, 25-27, 22-25        |
| 6 ottobre 2019 Fukuoka Convention Center, Fukuoka Durata: 1h:14 - Spettatori: 5 200  | Stati Uniti | 3 - 0 | Tunisia     | 25-10, 25-18, 25-17               |
| 6 ottobre 2019 Nagano White Ring, Nagano Durata: 1h:54 - Spettatori: 1 150           | Canada      | 3 - 1 | Australia   | 18-25, 28-26, 25-20, 25-22        |
| 6 ottobre 2019 Fukuoka Convention Center, Fukuoka Durata: 2h:06 - Spettatori: 8 900  | Argentina   | 1 - 3 | Giappone    | 19-25, 20-25, 28-26, 22-25        |
| 9 ottobre 2019 Hiroshima Green Arena, Hiroshima Durata: 2h:18 - Spettatori: 110      | Tunisia     | 2 - 3 | Canada      | 20-25, 25-20, 27-29, 25-20, 12-15 |
| 9 ottobre 2019 Hiroshima Green Arena, Hiroshima Durata: 1h:20 - Spettatori: 460      | Italia      | 3 - 0 | Egitto      | 25-19, 25-21, 25-22               |
| 9 ottobre 2019 Hiroshima Green Arena, Hiroshima Durata: 1h:28 - Spettatori: 180      | Argentina   | 0 - 3 | Brasile     | 19-25, 19-25, 24-26               |
| 9 ottobre 2019 Hiroshima Green Arena, Hiroshima Durata: 1h:59 - Spettatori: 1 240    | Polonia     | 3 - 1 | Russia      | 25-27, 25-21, 25-18, 25-22        |
| 9 ottobre 2019 Hiroshima Green Arena, Hiroshima Durata: 1h:41 - Spettatori: 190      | Stati Uniti | 3 - 1 | Iran        | 25-18, 22-25, 25-18, 25-12        |
| 9 ottobre 2019 Hiroshima Green Arena, Hiroshima Durata: 1h:29 - Spettatori: 6 780    | Giappone    | 3 - 0 | Australia   | 25-17, 25-22, 25-22               |
| 10 ottobre 2019 Hiroshima Green Arena, Hiroshima Durata: 1h:15 - Spettatori: 150     | Argentina   | 3 - 0 | Canada      | 25-16, 25-22, 25-20               |
| 10 ottobre 2019 Hiroshima Green Arena, Hiroshima Durata: 1h:16 - Spettatori: 480     | Polonia     | 3 - 0 | Egitto      | 25-19, 25-18, 25-16               |
| 10 ottobre 2019 Hiroshima Green Arena, Hiroshima Durata: 1h:19 - Spettatori: 240     | Tunisia     | 0 - 3 | Iran        | 24-26, 17-25, 22-25               |
| 10 ottobre 2019 Hiroshima Green Arena, Hiroshima Durata: 1h:35 - Spettatori: 1 170   | Italia      | 3 - 0 | Australia   | 30-28, 25-13, 25-22               |
| 10 ottobre 2019 Hiroshima Green Arena, Hiroshima Durata: 1h:25 - Spettatori: 910     | Stati Uniti | 0 - 3 | Brasile     | 23-25, 22-25, 17-25               |
| 10 ottobre 2019 Hiroshima Green Arena, Hiroshima Durata: 2h:05 - Spettatori: 6 620   | Giappone    | 3 - 1 | Russia      | 25-22, 21-25, 25-22, 25-16        |
| 11 ottobre 2019 Hiroshima Green Arena, Hiroshima Durata: 2h:09 - Spettatori: 360     | Argentina   | 2 - 3 | Iran        | 25-27, 25-23, 25-19, 17-25, 10-15 |
| 11 ottobre 2019 Hiroshima Green Arena, Hiroshima Durata: 1h:07 - Spettatori: 490     | Polonia     | 3 - 0 | Australia   | 25-18, 25-20, 25-9                |
| 11 ottobre 2019 Hiroshima Green Arena, Hiroshima Durata: 1h:08 - Spettatori: 220     | Tunisia     | 0 - 3 | Brasile     | 17-25, 14-25, 13-25               |
| 11 ottobre 2019 Hiroshima Green Arena, Hiroshima Durata: 1h:55 - Spettatori: 1 200   | Italia      | 1 - 3 | Russia      | 25-13, 25-27, 26-28, 12-25        |
| 11 ottobre 2019 Hiroshima Green Arena, Hiroshima Durata: 1h:58 - Spettatori: 220     | Stati Uniti | 3 - 2 | Canada      | 21-25, 25-11, 20-25, 25-19, 15-13 |
| 11 ottobre 2019 Hiroshima Green Arena, Hiroshima Durata: 2h:28 - Spettatori: 6 830   | Giappone    | 3 - 2 | Egitto      | 25-14, 18-25, 25-23, 28-30, 15-13 |
| 13 ottobre 2019 Hiroshima Green Arena, Hiroshima Durata: 1h:44 - Spettatori: 870     | Argentina   | 3 - 1 | Russia      | 25-23, 25-23, 21-25, 25-16        |
| 13 ottobre 2019 Hiroshima Green Arena, Hiroshima Durata: 2h:07 - Spettatori: 1 280   | Italia      | 2 - 3 | Canada      | 25-19, 17-25, 25-15, 23-25, 16-18 |
| 13 ottobre 2019 Hiroshima Green Arena, Hiroshima Durata: 1h:13 - Spettatori: 920     | Stati Uniti | 3 - 0 | Australia   | 25-14, 25-13, 25-16               |
| 13 ottobre 2019 Hiroshima Green Arena, Hiroshima Durata: 2h:03 - Spettatori: 3 690   | Polonia     | 2 - 3 | Brasile     | 25-19, 23-25, 19-25, 25-16, 11-15 |
| 13 ottobre 2019 Hiroshima Green Arena, Hiroshima Durata: 1h:46 - Spettatori: 290     | Tunisia     | 3 - 1 | Egitto      | 25-23, 14-25, 25-17, 25-18        |
| 13 ottobre 2019 Hiroshima Green Arena, Hiroshima Durata: 2h:06 - Spettatori: 6 900   | Giappone    | 3 - 1 | Iran        | 25-16, 26-28, 25-13, 25-21        |
| 14 ottobre 2019 Hiroshima Green Arena, Hiroshima Durata: 1h:17 - Spettatori: 1 100   | Stati Uniti | 3 - 0 | Russia      | 25-23, 25-11, 25-16               |
| 14 ottobre 2019 Hiroshima Green Arena, Hiroshima Durata: 1h:21 - Spettatori: 1 020   | Polonia     | 3 - 0 | Canada      | 25-23, 26-24, 25-20               |
| 14 ottobre 2019 Hiroshima Green Arena, Hiroshima Durata: 1h:46 - Spettatori: 700     | Argentina   | 3 - 1 | Egitto      | 25-27, 25-17, 25-22, 25-17        |
| 14 ottobre 2019 Hiroshima Green Arena, Hiroshima Durata: 2h:41 - Spettatori: 3 820   | Italia      | 3 - 2 | Iran        | 25-27, 27-29, 30-28, 25-17, 15-13 |
| 14 ottobre 2019 Hiroshima Green Arena, Hiroshima Durata: 1h:14 - Spettatori: 230     | Tunisia     | 0 - 3 | Australia   | 21-25, 17-25, 21-25               |
| 14 ottobre 2019 Hiroshima Green Arena, Hiroshima Durata: 2h:10 - Spettatori: 6 950   | Giappone    | 1 - 3 | Brasile     | 17-25, 26-24, 14-25, 25-27        |
| 15 ottobre 2019 Hiroshima Green Arena, Hiroshima Durata: 1h:41 - Spettatori: 350     | Stati Uniti | 3 - 1 | Egitto      | 22-25, 25-16, 25-14, 25-13        |
| 15 ottobre 2019 Hiroshima Green Arena, Hiroshima Durata: 1h:08 - Spettatori: 530     | Polonia     | 3 - 0 | Iran        | 25-18, 25-18, 25-16               |
| 15 ottobre 2019 Hiroshima Green Arena, Hiroshima Durata: 1h:08 - Spettatori: 230     | Tunisia     | 0 - 3 | Russia      | 16-25, 16-25, 15-25               |
| 15 ottobre 2019 Hiroshima Green Arena, Hiroshima Durata: 1h:20 - Spettatori: 1 770   | Italia      | 0 - 3 | Brasile     | 20-25, 22-25, 15-25               |
| 15 ottobre 2019 Hiroshima Green Arena, Hiroshima Durata: 1h:26 - Spettatori: 250     | Argentina   | 3 - 0 | Australia   | 25-20, 25-21, 26-24               |
| 15 ottobre 2019 Hiroshima Green Arena, Hiroshima Durata: 2h:19 - Spettatori: 6 750   | Giappone    | 3 - 2 | Canada      | 22-25, 25-20, 25-23, 23-25, 15-9  |

### Classifica
| Pos | Squadra     | Pt | G  | V  | P  | SV | SP | Ratio | PF  | PS    | Ratio |
| --- | ----------- | -- | -- | -- | -- | -- | -- | ----- | --- | ----- | ----- |
| 1.  | Brasile     | 32 | 11 | 11 | 0  | 33 | 5  | 6,600 | 925 | 752   | 1,230 |
| 2.  | Polonia     | 28 | 11 | 9  | 2  | 30 | 9  | 3,333 | 941 | 787   | 1,196 |
| 3.  | Stati Uniti | 27 | 11 | 9  | 2  | 29 | 12 | 2,417 | 960 | 778   | 1,234 |
| 4.  | Giappone    | 22 | 11 | 8  | 3  | 26 | 16 | 1,625 | 967 | 902   | 1,072 |
| 5.  | Argentina   | 19 | 11 | 6  | 5  | 24 | 20 | 1,200 | 984 | 969   | 1,015 |
| 6.  | Russia      | 15 | 11 | 5  | 6  | 20 | 23 | 0,870 | 939 | 961   | 0,977 |
| 7.  | Italia      | 14 | 11 | 5  | 6  | 19 | 22 | 0,864 | 903 | 904   | 0,999 |
| 8.  | Iran        | 12 | 11 | 4  | 7  | 19 | 25 | 0,760 | 965 | 1 042 | 0,926 |
| 9.  | Canada      | 12 | 11 | 4  | 7  | 19 | 28 | 0,679 | 976 | 1 058 | 0,922 |
| 10. | Egitto      | 8  | 11 | 2  | 9  | 15 | 29 | 0,517 | 927 | 1 025 | 0,904 |
| 11. | Australia   | 5  | 11 | 2  | 9  | 9  | 29 | 0,310 | 790 | 904   | 0,874 |
| 12. | Tunisia     | 4  | 11 | 1  | 10 | 6  | 31 | 0,194 | 696 | 891   | 0,781 |

## Podio

### Campione
Formazione: 1 Bruno de Rezende, 2 Isac Santos, 5 Maurício Silva, 6 Fernando Kreling, 9 Yoandy Leal, 12 Douglas de Souza, 13 Maurício de Souza, 16 Lucas Saatkamp, 17 Thales Hoss, 18 Ricardo Lucarelli, 19 Felipe Roque, 21 Alan de Souza, 22 Maique Nascimento, 23 Flávio Gualberto, CT: Renan Dal Zotto

### Secondo posto
Formazione: 2 Maciej Muzaj, 4 Marcin Komenda, 5 Łukasz Kaczmarek, 6 Bartosz Kurek, 7 Artur Szalpuk, 9 Wilfredo León, 10 Damian Wojtaszek, 11 Fabian Drzyzga, 12 Grzegorz Łomacz, 13 Michał Kubiak, 14 Aleksander Śliwka, 15 Jakub Kochanowski, 17 Paweł Zatorski, 18 Bartosz Kwolek, 19 Marcin Janusz, 20 Mateusz Bieniek, 21 Tomasz Fornal, 23 Jakub Popiwczak, 25 Michał Szalacha, 27 Piotr Łukasik, 33 Bartłomiej Lemański, 77 Karol Kłos, 95 Rafał Szymura, 99 Norbert Huber, CT: Vital Heynen

### Terzo posto
Formazione: 1 Matthew Anderson, 2 Aaron Russell, 4 Jeffrey Jendryk, 6 Mitchell Stahl, 8 Torey DeFalco, 9 Michael Saeta, 10 James Shaw, 11 Micah Christenson, 12 Maxwell Holt, 13 Benjamin Patch, 14 Micah Maʻa, 16 Joshua Tuaniga, 17 Thomas Jaeschke, 18 Garrett Muagututia, 20 David Smith, 22 Erik Shoji, CT: John Speraw

## Classifica finale
| Pos | Squadre     |
| --- | ----------- |
|     | Brasile     |
|     | Polonia     |
|     | Stati Uniti |
| 4   | Giappone    |
| 5   | Argentina   |
| 6   | Russia      |
| 7   | Italia      |
| 8   | Iran        |
| 9   | Canada      |
| 10  | Egitto      |
| 11  | Australia   |
| 12  | Tunisia     |

## Premi individuali
| Premio                | Nome              | Squadra     |
| --------------------- | ----------------- | ----------- |
| MVP                   | Alan de Souza     | Brasile     |
| Miglior palleggiatore | Micah Christenson | Stati Uniti |
| Miglior opposto       | Yūji Nishida      | Giappone    |
| Miglior schiacciatore | Wilfredo León     | Polonia     |
| Miglior schiacciatore | Yūki Ishikawa     | Giappone    |
| Miglior centrale      | Lucas Saatkamp    | Brasile     |
| Miglior centrale      | Maxwell Holt      | Stati Uniti |
| Miglior libero        | Thales Hoss       | Brasile     |